# U-565
Unterseeboot 565 foi um submarino alemão do Tipo VIIC, pertencente a Kriegsmarine que atuou durante a Segunda Guerra Mundial.

## Comandantes
| Comandante             | Data                                          |
| ---------------------- | --------------------------------------------- |
| Oblt. Johann Jebsen    | 10 de abril de 1941 - 17 de março de 1942     |
| Kptlt. Wilhelm Franken | 17 de março de 1942 - 7 de outubro de 1943    |
| Kptlt. Fritz Henning   | 8 de outubro de 1943 - 24 de setembro de 1944 |

## Subordinação
Durante o seu tempo de serviço, esteve subordinado às seguintes flotilhas:
| Período                                       | Flotilha                                   |
| --------------------------------------------- | ------------------------------------------ |
| 10 de abril de 1941 - 1 de julho de 1941      | 1. Unterseebootsflottille (treinamento)    |
| 1 de julho de 1941 - 31 de dezembro de 1941   | 1. Unterseebootsflottille (serviço ativo)  |
| 1 de janeiro de 1942 - 24 de setembro de 1944 | 29. Unterseebootsflottille (serviço ativo) |

## Operações conjuntas de ataque
O U-565 participou das seguinte operações de ataque combinado durante a sua carreira:
- Rudeltaktik Arnauld (5 de novembro de 1941 - 18 de novembro de 1941)
- Rudeltaktik Wal (10 de novembro de 1942 - 12 de novembro de 1942)